# Johann Risztics
Johann Risztics, avstro-ogrski podčastnik, vojaški pilot in letalski as, * 11. januar 1895, Budimpešta, † 7. marec 1973, Duisburg.
Stabfeldwebel Risztics je v svoji vojaški službi dosegel 7 zračnih zmag.

## Življenjepis
Med prvo svetovno vojno je bil pripadnik Flik 22 in Flik 42J.

## Odlikovanja
- zlata in srebrna medalja za hrabrost